# Блефарит
Блефари́т (грец. βλέφαρον, blefaron — повіка) — запалення країв повік.
Причинами виникнення блефариту є інфекційні (бактерії, віруси, грибки, ектопаразити - кліщі) та неінфекційні агенти (алергени, офтальмологічні патології, аутоімунні порушення, авітамінози, захворювання шлунково-кишкового тракту, ендокринні патології, клімакс, глистяні інвазії, лямбліоз). Провокуючими факторами можуть бути фізичні перевантаження, стреси, переохолодження організму.
Симптоми блефариту майже завжди двосторонні та симетричні. Розвитку блефариту сприяють астигматизм, далекозорість.

## Поширені симптоми
- свербіж та/або печіння в очах;
- почервоніння очей та повік;
- відшарування шкіри на повіках;
- пінисті виділення з очей;
- скоринки на краях повік (частіше вранці після пробудження);
- відчуття сухості очей, «стороннього» предмету;
- зниження зору;
- чутливість до світла (особливо зустрічні фари вночі);
- втрата вій;
- мимовільне збільшення кількості моргання на одному або обох очах, або труднощі для підтримки очей у відкритому вигляді (блефароспазм).

Блефарит часто призводить до запалення поверхні ока (кон'юнктивіт, кератит, недостатність сльози). Найчастіше перебіг хвороби хронічний, який потребує періодичного лікування, щоденної гігієни повік, лікарських засобів, дієти. Блефарит не є заразним і при правильному лікуванні зазвичай не викликає постійного ушкодження очей.

## Види

### Передній
- Стафілококовий блефарит
- Себорейний блефарит
- Очна розацеа (офтальморозацеа)
- Фтізіоз пальпебрарум

### Змішаний
- Демодекоз повік (офтальмодемодекоз)]
- Алергічний блефарит

Лікуваннязагальноукріплююче, усунення основної причини; місцеводезинфікуючі мазі, брильянтова зелень, припікання виразок ляпісом.